# Forchtenberg
Forchtenberg est une ville de Bade-Wurtemberg (Allemagne), située dans l'arrondissement de Hohenlohe, dans la région de Heilbronn-Franconie, dans le district de Stuttgart.

## Personnalités liées à la ville
- Leonhard Kern (1588-1662), sculpteur né à Forchtenberg.
- Eduard Löwenthal (1836-1917), écrivain né à Ernsbach.
- Sophie Scholl (1921-1943), résistante née à Forchtenberg.
- Hans Scholl  (1918-1943), résistant né à Forchtenberg.